# وزارة الاتصال الحكومي (الأردن)
وزارة الاتصال الحكومي هي الوزارة المسؤولة عن وضع سياسة عامة للإعلام والاتصال الحكومي مرتكزة على جملة من المبادئ، والتي تشمل الالتزام بنصوص الدستور؛ ضمانا لحرية التعبير عن الرأي، وتعزيزا للنهج الديمقراطي والتعددية السياسية، وتعزيز دور الإعلام الوطني في الدفاع عن المصالح العليا للدولة والتمسك بالقيم الأصيلة للمجتمع الأردني.
كما تشمل المبادئ أيضا حماية تعددية وسائل الإعلام وتنوعها، وتعزيز دورها وفقا للتشريعات النافذة، وتعزيز حق الجمهور بوسائل إعلام مهنية وموضوعية تحترم العقل والحقيقة وكرامة الإنسان وحريته، وتنمية وعي المواطنين بحقوقهم وواجباتهم، وتعزيز مبادئ المساواة والعدل وسيادة القانون.

## الأهداف العامة
- وضع الخطط والبرامج اللازمة لتنفيذ السياسة العامة للإعلام والاتصال الحكومي، والإشراف عليها ومتابعتها
- توفير المعلومات الأساسية المتعلقة بالحكومة ومؤسسات الدولة لوسائل الإعلام والاتصال المختلفة
- توثيق علاقات التعاون معها لإعداد المواد الإعلامية المتعلقة بالحكومة والمناسبات الوطنية بالتعاون والتنسيق مع مؤسسات الإعلام الحكومي
- تقديم الدعم الفني للناطقين الإعلاميين في الوزارات والدوائر والمؤسسات الحكومية، وبناء قدراتهم، ورفع مستوى أدائهم، ونشر التربية الإعلامية والمعلوماتية
- التصدي للشائعات وخطاب الكراهية وانتهاك حرمة الحياة الخاصة، ونقل صورة إيجابية عن المملكة للخارج بالتعاون مع الجهات ذات العلاقة
- تنظيم الفعاليات الإعلامية الحكومية بالتنسيق مع الجهات المعنية
- متابعة الدراسات والتقارير والبحوث المتعلقة بالمملكة، واقتراح كيفية التعامل الإعلامي معها
- إطلاع الجمهور على سياسات الحكومة وخططها وبرامجها وتوجهاتها، والتشريعات التي تعدها وتشجيع إبداء الرأي والحوار الهادف بشأنها

## الهيكل التنظيمي
ويتكون الهيكل التنظيمي للوزارة من الوزير والأمين العام، فيما تضم الوزارة مديريات:
- مديرية السياسات الإعلامية
- مديرية الإعلام الخارجي
- مديرية الإعلام الرقمي
- مديرية إنتاج المحتوى
- مديرية التخطيط والتنسيق
- مديرية الناطقين الإعلاميين
- مديرية الشؤون المالية والإدارية

كما تضم الوزارة وحدات:
- وحدة الإعلام الحكومي
- وحدة الرقابة الداخلية
- وحدة الشؤون القانونية
- وحدة تطوير الأداء المؤسسي

وتشكل في الوزارة لجنة تسمى لجنة التخطيط والتنسيق والمتابعة برئاسة الوزير، وعضوية كل من الأمين العام نائبا لرئيس اللجنة، ومديري المديريات ورؤساء الوحدات الذين يسميهم الوزير، التي تتولى دراسة خطط الوزارة وبرامجها والأنشطة الخاصة بها وتقييمها، ودراسة مشروع الموازنة السنوية للوزارة، وجدول تشكيلات الوظائف فيها، ومشروعات القوانين والأنظمة والتعليمات المتعلقة بعمل الوزارة، وأية أمور أخرى يحيلها الوزير إليها.

## الوزارء
| الصورة               | الاسم (مواليد–وفاة)  | فترة شغل المنصب      | فترة شغل المنصب      | فترة شغل المنصب      | الحكومة              |
| الصورة               | الاسم (مواليد–وفاة)  | تولى المنصب          | غادر المنصب          | المدة                | الحكومة              |
| وزير الاتصال الحكومي | وزير الاتصال الحكومي | وزير الاتصال الحكومي | وزير الاتصال الحكومي | وزير الاتصال الحكومي | وزير الاتصال الحكومي |
| -------------------- | -------------------- | -------------------- | -------------------- | -------------------- | -------------------- |
|                      | فيصل الشبول (1958–)  | 27 تشرين الأول 2022  | في المنصب            | 2 سنوات و146 أيام    | حكومة بشر الخصاونة   |